# گورستان مهر
گورستان مهر مربوط به دوران‌های تاریخی پس از اسلام است و در مهر، داخل شهر واقع شده و این اثر در تاریخ ۱۰ دی ۱۳۸۱ با شمارهٔ ثبت ۶۷۷۷ به‌عنوان یکی از آثار ملی ایران به ثبت رسیده است.